# Orixás (quadrinhos)
Orixás é uma série de histórias em quadrinhos criadas e escritas por Alex Mir com a participação de diversos ilustradores, sempre trazendo como tema principal os orixás do candomblé. 

## Histórico

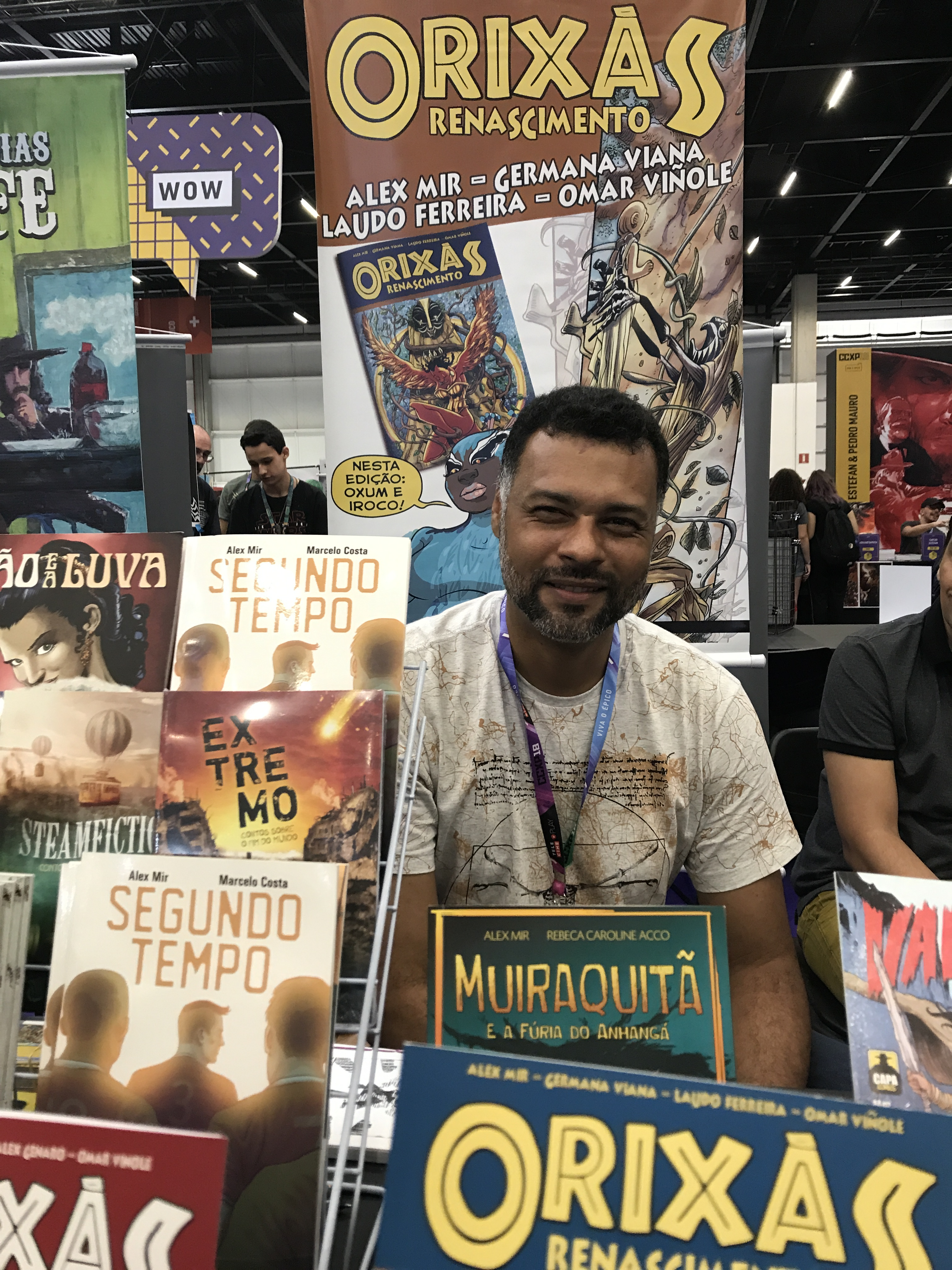
Alex Mir em 2018 durante a CCXP.

O roteirista Alex Mir havia publicado uma história com o orixá Ogum na revista Defensores da Patria, onde usou a revista Orixás da editora Minuano como referência, ele então resolve mandar um e-mail para a revista com a proposta de publicar HQs sobre os orixás. A estreia foi na edição 15 da revista, publicada em 2009, com uma história de 9 páginas escrita por Alex Mir com desenhos de Caio Majado e cores de Omar Viñole falando sobre a lenda que conta como Oxalá separou o Céu (Orum) e a Terra (Ayê).
A partir de 2011, as histórias começaram a ser publicadas em livros. O primeiro, Orixás - do Orum ao Ayê, foi lançado pela editora Marco Zero (Grupo Nobel), com uma história inédita sobre o mito da criação. O livro foi financiado pelo ProAc. Em 2015, a mesma equipe (Mir, Majado e Viñole) lançou de forma independente o livro Orixás - o dia do Silêncio, dessas vez, uma edição encadernada contendo as HQs curtas publicadas originalmente na revista Orixás, apresentando Ogum, Iemanjá e Oxalá.
Em 2017, Alex Mir publicou o romance gráfico Orixás - em guerra, dessa vez com ilustrações de Al Stefano e Alex Genaro, cores de Omar Viñole e capa de Caio Majado. Este livro ganhou, no ano seguinte, o Troféu HQ Mix na categoria "melhor publicação independente de grupo". Inicialmente com o nome de Orixás - ebó, o livro Orixás - em guerra foi financiado por crowdfunding através da plataforma Catarse. O livro trouxe HQs adaptando as lendas de Xangô e Oxóssi.
Em 2018, foi lançado, também financiado através do Catarse, o livro Orixás - Renascimento, novamente com roteiros de Alex Mir e cores de Omar Viñole. As duas histórias traziam como personagens principais Orô e Olodumarê, tendo sido ilustradas, respectivamente, por Laudo Ferreira Jr. e Germana Viana.
Em 2019, Mir lança um novo financiamento no Catarse, Orixás – Ikú, com desenhos de Alex Rodrigues e cores de Al Stefano, na história, Icu (a morte), se apaixona por um mortal. Em janeiro de 2020, Orixás - Ikú foi indicado na categoria "História em quadrinho independente do Festival international de la bande dessinée d'Angoulême na França. Em 2020, Orixás - Os Nove Eguns, roteirizada por Alex Mir, ilsutrada por Laudo e colorida por Omar Viñole, foi financiado pelo ProAc e no ano seguinte, foi indicado Troféu HQ Mix na categoria Publicação Independente Seriada.